# Pou-du-ciel
Pou-du-ciel (literalmente: "piolho do céu"), que nos países de língua inglesa tornou-se "Flying Flea" ("pulga voadora"), é na verdade a designação de uma família de aviões leves projetada por Henri Mignet com ideias inovadoras e espírito de simplicidade e baixo custo. Ele ofereceu os planos ao público em geral em seus livros, culminando com o "Le Sport de L'air", publicado em 1934.

## Projeto inicial
No final da década de 1920 depois de ter desenhado e produzido sete protótipos de várias configurações (HM-1 a HM-7), ele voou um pequeno "avionnette" ("ultraleve") monoposto, o HM-8, de configuração convencional.
Depois disso, Mignet descobriu a fórmula "Pou-du-Ciel" com duas asas deslocadas, uma fórmula revolucionária no mundo da aviação leve. Em 1929, ele publicou um livro manuscrito que descreveu sua filosofia de vôo e que continha projetos para o primeiro "Pou-du-Ciel" o HM-8, com instruções detalhadas para sua construção.
O "HM-8" com sua configuração convencional, foi o ponto de partida para a construção amadora na Europa no final da década de 1920 e no início da década de 1930. Cerca de duzentos "HM-8" foram construídos e voados por entusiastas.
Em busca de um desenho mais seguro depois de alguns incidentes, Mignet decidiu seguir em frente evoluido seus projetos. Em 1932, o primeiro "Pou-du-Ciel", sem cauda, que usava o "efeito de fenda" entre as asas, decolou. Esse foi o HM-11 com suas múltiplas asas escalonadas, o primeiro Pou-du-ciel, que evoluiu até chegar ao HM-14 em 1933.

## A fórmula
Para projetar seu avião, Mignet partiu de três princípios:
- Eliminação do giro: a remoção dos ailerons e o arranjo especial das asas impedia a aeronave de girar.
- Efeito de fenda: mudança do "efeito de fenda" dos flaps para as asas deslocadas mudando a configuração de voo para um efeito "paraquedista".
- Asa viva: sem o elevador traseiro, e deslocando a asa dianteira como um todo, ela se adapta e absorve

Utilizava um motor "Aubier & Dunne" fabricado em Saint-Amand-les-Eaux, de 540 cm3, dois tempos, dois cilindros opostos, refrigerado a ar, especialmente desenvolvido para os aviões Pou-du-ciel.
O resultado foi uma aeronave substancialmente mais simples de construir (apenas duas asas moveis e um leme, sem ailerons ou outras superfícies de controle) e mais fácil de voar (apenas um manche, sem pedais de leme) do que um aeronaves convencionais. Mignet afirmou, apenas meio brincando, que qualquer um que pudesse construir uma caixa de embalagem e dirigir um carro poderia pilotar um Pou-du-ciel.

## Desenvolvimento
Se o "HM-11" deve ser considerado como o primeiro Pou-du-ciel, tendo tornado possível criar e melhorar a fórmula das "asas multi-offset", foi de fato o "HM-14" que ficou firmemente atrelado ao apelido Pou-du-ciel ("Piolho do Céu"). Os aviões subsequentes de Mignet ficaram conhecidos pelo número ou nome, mas na mente dos aviadores e do público em geral, o "Pou du Ciel" é o "HM-14".
O "HM-11"  voou em 1932, porém Mignet não estava satisfeito com ele e não distribuiu seus planos. O "HM-12" e o "HM-13" com uma cabine fechada se seguiram, com pouca ou nenhuma divulgação. Em 10 de agosto de 1933, Henri Mignet iniciou a construção do primeiro "HM-14", em sua oficina parisiense e um mês depois, em 10 de setembro de 1933 (91 anos), Mignet fez seu primeiro vôo com o "HM-14" em bosque, próximo a Vailly-sur-Aisne.

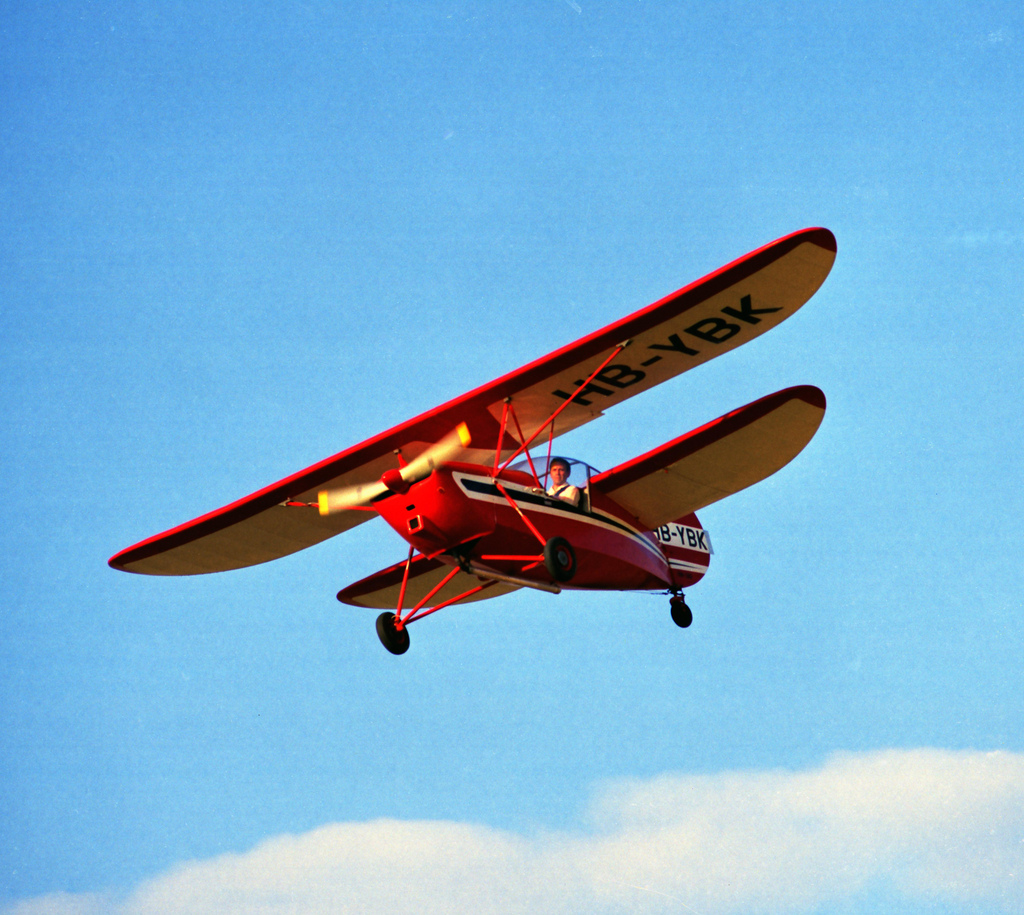
Um HM.380 Pou-du-Ciel (HB-YBK).

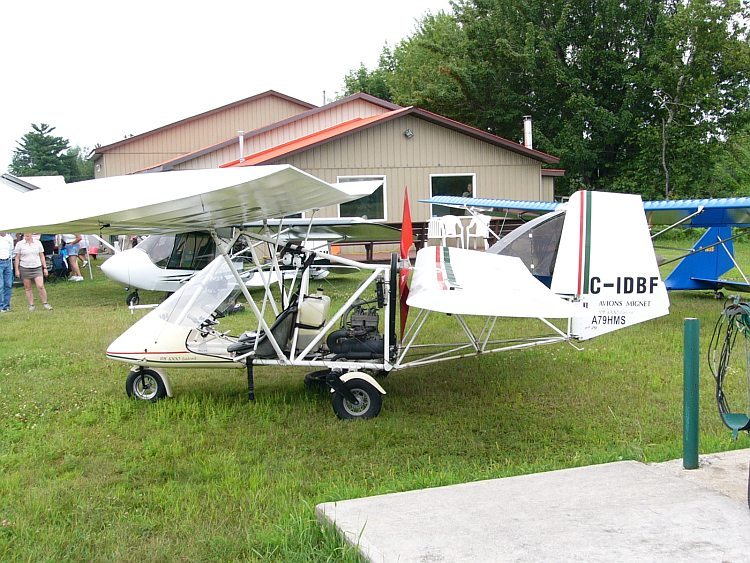
Vista lateral de um HM.1000 Balerit.

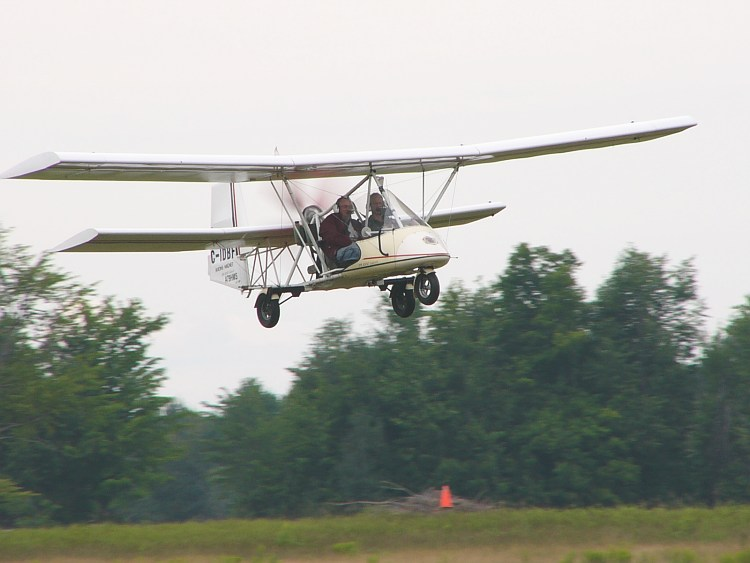
Um HM.1000 Balerit em voo.

## Variantes
O HM.14 levou a mais de 300 modelos diferentes do Pou-du-ciel. Alguns desses são:
- HM.16 Pou-Bébé (Baby Pou) - 1936, monoposto leve Pou, motor Ava de 25 hp.[7]
- HM.18 - 1937, assento único, cabine fechada, motor Mengin de 35 hp.[7]
- HM.18 - 1937, assento único, cabine fechada, motor Mengin de 35 hp.[7]
- HM.19 - 1937, dois lugares, cabine fechada, motor Salmson de 45 hp.[7]
- HM.210 - 1937, assento único, cabine fechada, aeronavegabilidade certificada.[7]
- HM.280 Pou-Maquis - 1944, assento único, asas dobráveis, projetado como um "paraquedas de comando" para um comandante de paraquedista francês livre.[7]
- HM.290 - 1945, cabine fechada, assento único. Tornou-se popular para construção amadora a partir de planos, com cabine opcional fechada, vários tipos de motor 25 hp (0 kW) para 70 hp (100 kW) Os planos estão disponíveis na Falconar Avia.[8][4][7][9][10]
- HM.293 - 1946, variante de assento único para pilotos maiores, normalmente movido por 50-60 hp motor Volkswagen refrigerado a ar. Os planos estão disponíveis na Falconar Avia e também em Rodolphe Grunberg de Rocquefort, França.[8][7][9][10][11]
- HM.310 Estafette - 1952, dois lugares, cabine fechada, 67 kW (90 hp)  Continental C90-12F motor.[7]
- HM.320 - 1955, assento único, cabine fechada.[7]
- HM.330 Cerisier en Fleurs - 1954, cabine fechada de dois lugares.[7]
- HM.350 - 1957, cabine fechada de dois lugares.[7]
- HM.351 - 1955, cabine fechada de dois lugares. Também conhecido como Tachikawa R-HM[4][7]
- HM.360 - 1957, assento único, cabine fechada, geometria de asa aprimorada. Planos ainda disponíveis na Falconar Avia.[4][7][10][12]
- HM.380 - 1957, dois lugares, cabine fechada, peso bruto de 1100 lb, normalmente movido por motor de 60-100 hp. Planos ainda disponíveis na Falconar Avia.[7][10][12]
- HM.390 - 1981, dois lugares (?), Cabine fechada.[13]
- HM.1000 Balerit - 1986, microleve de fábrica de dois lugares, hélice impulsor, motor Rotax de 64 HP montado na parte traseira, projetado pelo filho e sobrinho de Mignet e usado pelo Exército francês.[7]
- HM.1100 Cordouan - 1996, microleve de fábrica de dois lugares, motor Rotax de 80 hp montado na frente.[7]

## Considerações de segurança

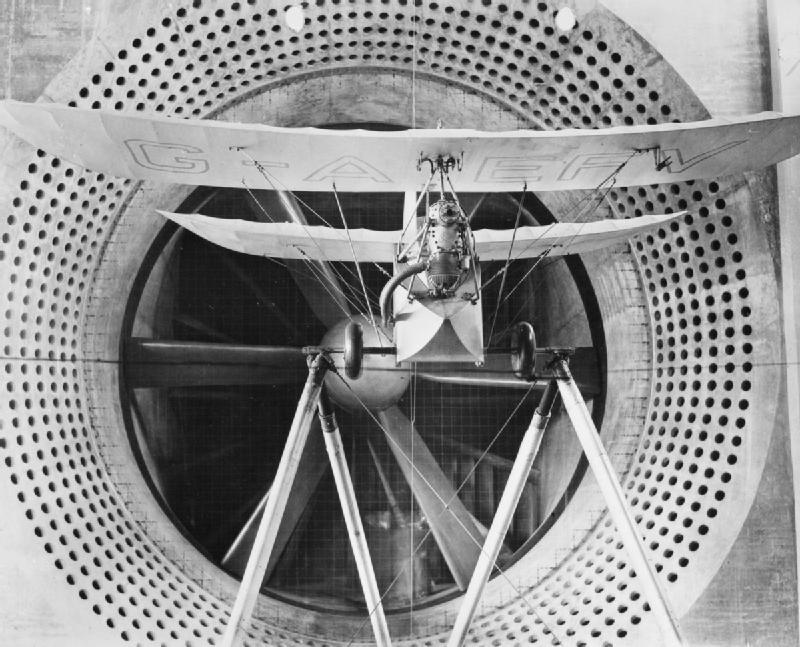
Um Pou-du-ciel de tamanho real sendo testado em um túnel de vento
no Royal Aircraft Establishment, Inglaterra.

Na década de 1930, muitos Pou-du-ciel caíram quando os pilotos não conseguiam se recuperar de mergulhos rasos, causando em algumas mortes. Como resultado, os voos com os Pou-du-ciel foram suspensos e até mesmo proibidas de voar permanentemente em alguns países. No Reino Unido, as restrições foram determinadas, após um acidente fatal em 4 de maio de 1936 em uma exibição aérea no Penshurst Airfield, em Kent.
Ao se aproximar para o pouso, o piloto empurrava o manche para frente para ganhar velocidade para o flare e o pouso. À medida que a velocidade aumentava, a asa traseira, operando em um ângulo de ataque maior, ganharia sustentação e inclinaria o nariz da aeronave ainda mais para baixo. A reação normal do piloto seria puxar o manche. Essa ação aumentaria o ângulo de ataque na asa dianteira, diminuindo a borda posterior da asa. Como a borda de fuga da asa dianteira estava perto da borda de ataque da asa traseira, o downwash da asa dianteira aceleraria o ar sobre a asa traseira e faria com que ganhasse sustentação mais rapidamente do que a asa dianteira, resultando em um aumento cada vez maior do movimento nariz inclinado para baixo e vôo direto para o solo.
Mignet não encontrou esse problema durante os testes de seu protótipo, porque ele não podia pagar um motor de grande potência. Quando os construtores começaram a colocar motores maiores neles e a expandir o envelope de vôo, o problema de interferência das asas veio à tona.
Após um acidente fatal envolvendo o G-ADXY, a Air League do Reino Unido, ciente de uma série de acidentes fatais semelhantes na França, enviou o G-AEFV ao Royal Aircraft Establishment para testes em túnel de vento em escala real. Esses testes, juntamente com aqueles conduzidos pelo Ministério da Aeronáutica da França, descobriram que se o ângulo de ataque da asa dianteira caísse abaixo de -15°, um momento de lançamento insuficiente era gerado para levantar o nariz.
Mudanças na seção do aerofólio e no espaçamento das asas impediram a interferência aerodinâmica e os projetos posteriores do Pou-du-ciel incorporaram essas mudanças.
Em 1939, havia muitos Pou-du-ciel aprimorados no ar, mas a aeronave nunca superou completamente sua reputação de perigosa.

## Construção amadora
Pouco depois de os planos aparecerem em 1934, muitos entusiastas na Europa e nos EUA começaram a construir suas próprias aeronaves. Em 1936, estimou-se que o custo de construção era de aproximadamente £ 75 e que cerca de quinhentos exemplares estavam em construção na Grã-Bretanha.
Os entusiastas de aeronaves modernas continuaram a construir suas próprias aeronaves e variaram o design original do "HM-14" e seus derivados ao longo dos anos, no Reino Unido, na Austrália e nos Estados Unidos. Os entusiastas da França, realizam uma reunião anual todo mês de junho.
Em 2011, Rodolphe Grunberg de Roquefort, da França, ainda estava oferecendo planos para a venda do monoposto HM.293.

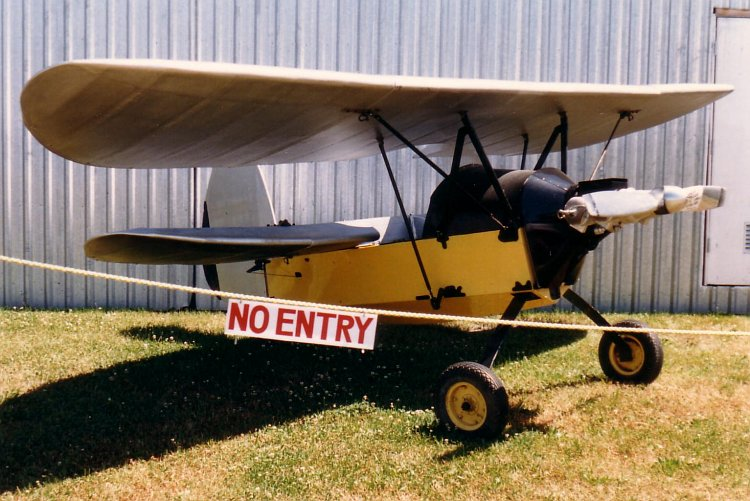
Um HM.290 construído por John Sayle, Langley BC, 1962, com motor McCulloch de 75 hp,
no Canadian Museum of Flight.

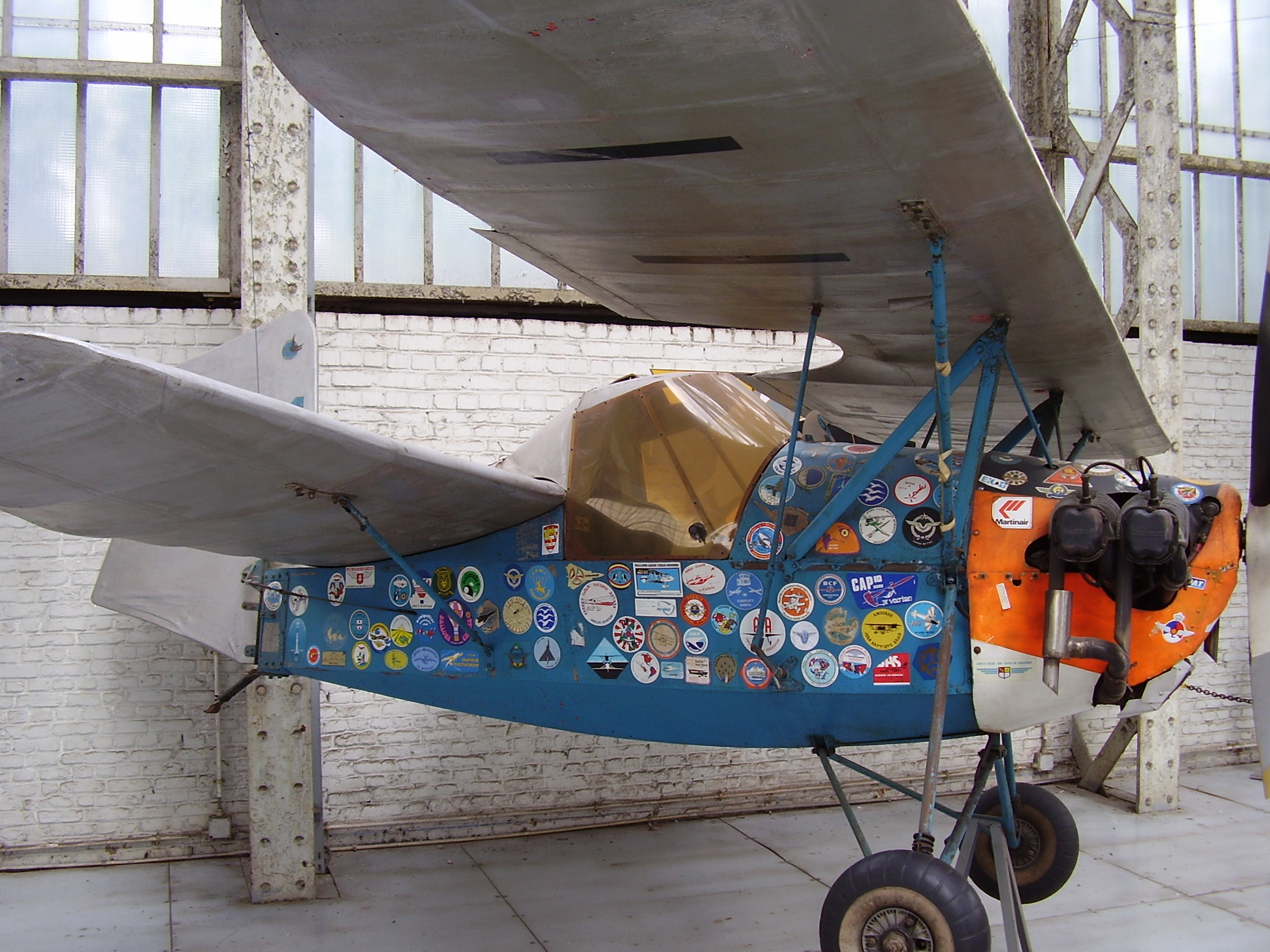
Um HM.293 no Royal Military Museum, Bruxelas.

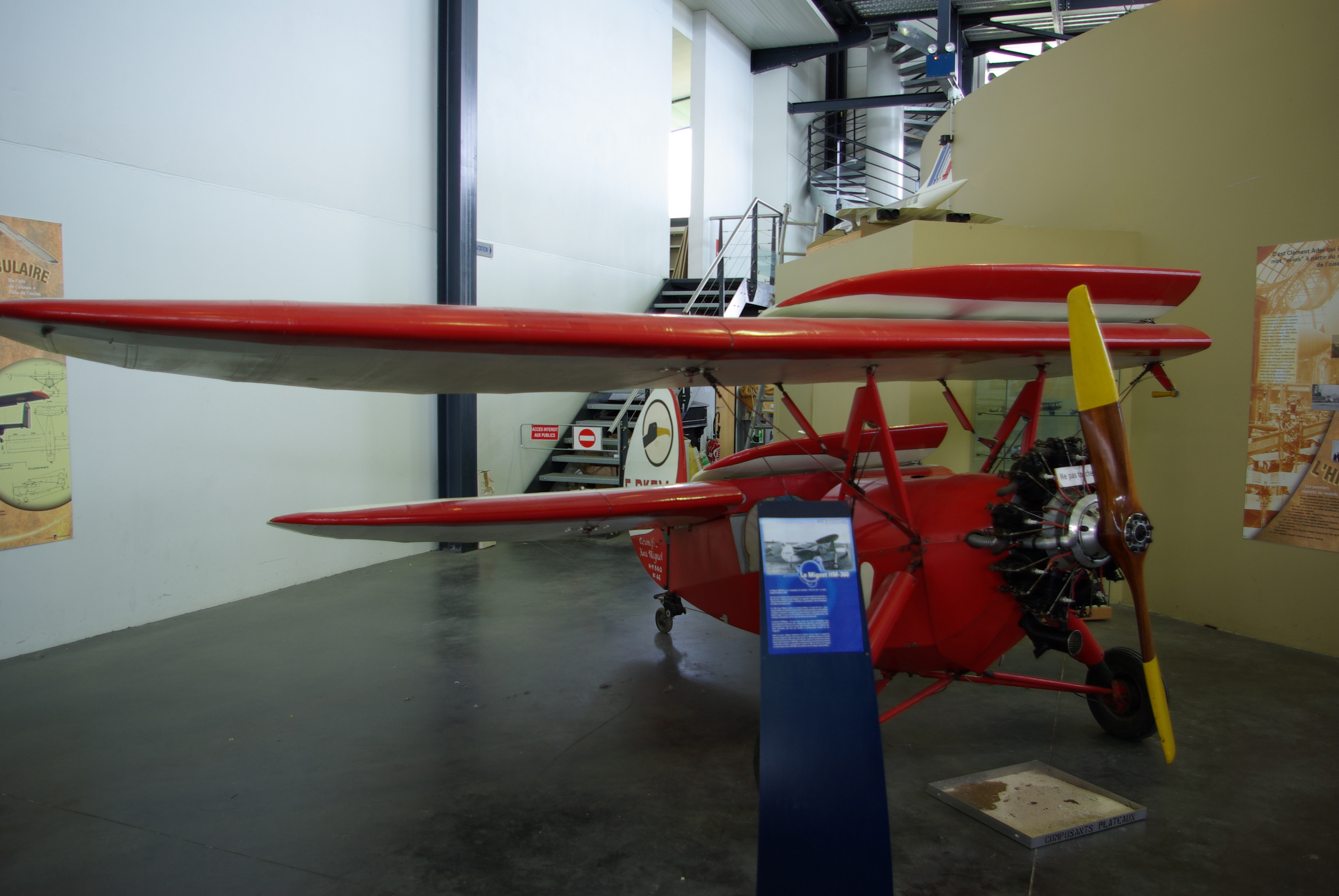
Um HM.360
no Musée régional de l'air d'Angers-Marcé.

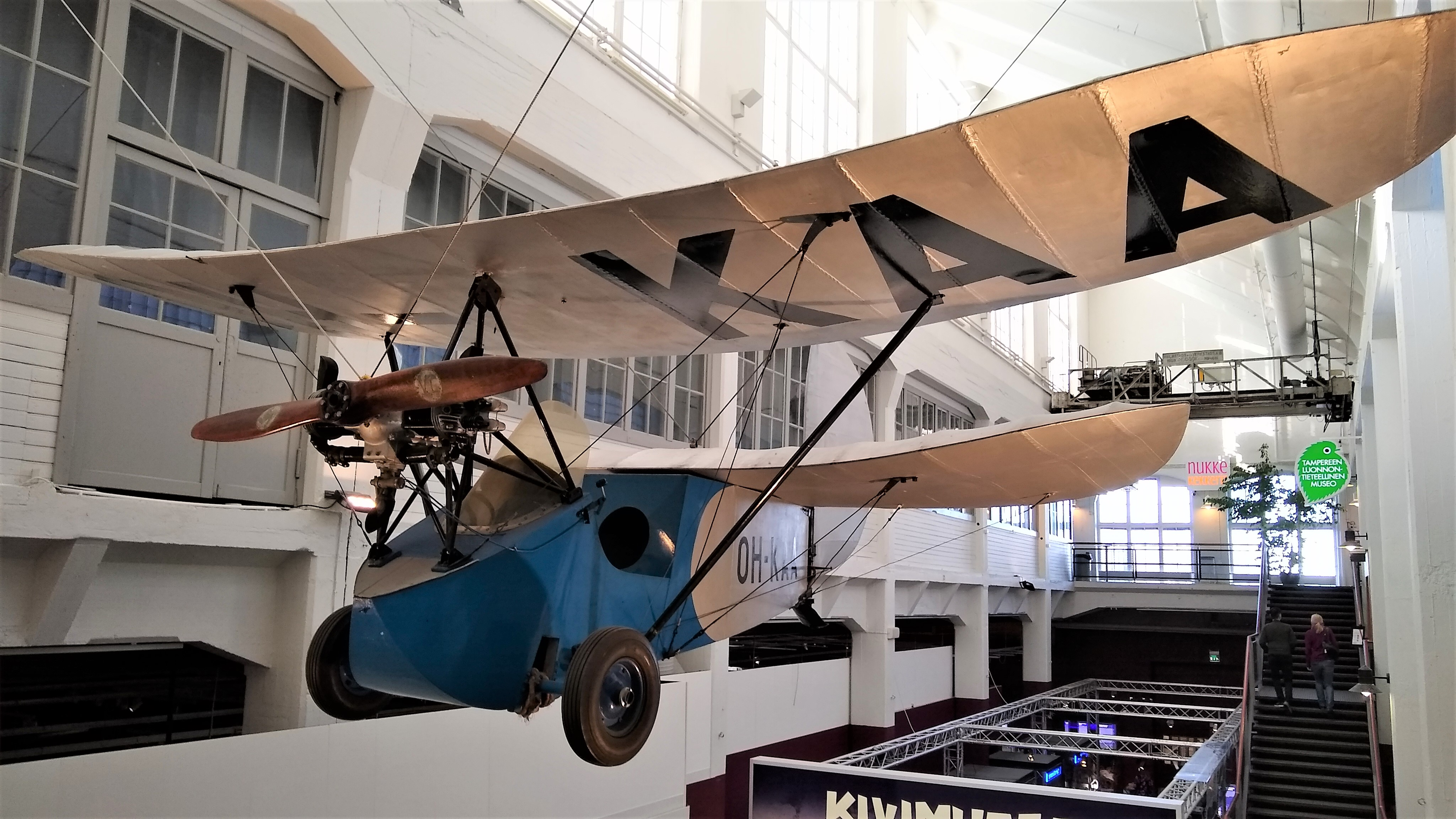
Um Mignet HM-14 exibido
no Vapriikki Museum Centre, Tampere, Finlândia.

## Exemplares em exibição
- Ballarat Aviation Museum, Ballarat, Victoria, Austrália - HM.293[19]
- Museu Canadense de Voo, Langley, BC, Canadá - HM.290 (CF-RFH)[20]
- Musée Régional de l'Air, Angers-Marcé, França - HM.360 (F-PKFV)[21]
- Museu Real das Forças Armadas e História Militar, Bruxelas - HM.293 (OO-11)[21]
- Museu Real das Forças Armadas e História Militar, Bruxelas - HM.293 (OO-33)[21]
- Volandia, Aeroporto de Malpensa - HM.290 (I-4906)[22]
- Centro do Museu Vapriikki, Tampere, Finlândia - HM.14 (OH-KAA)[23]

## Especificações (HM-293)
Dados de: Plane and Pilot: 1978 Aircraft Directory
Descrições gerais
- Tripulação: 1 piloto
- Comprimento: 4,27 m (14 ft)
- Envergadura: 6,1 m (20 ft)
- Peso vazio: 186 kg (410 lb)
- Peso bruto (carregado): 317 kg (699 lb)
- Capacidade de combustível: 140 l (37,0 US-gal)

Motorização
- Número de motores: 1x
- Tipo do motor: 1 × McCulloch Model 4318, boxer de quatro cilindros refrigerado a ar
- Potência por motor: 72 hp (53,7 kW)
- Descrição do propulsor/hélice: Hélice de passo fixo de 2 pás

Performance
- Velocidade máxima: 138 km/h (85,7 mph)
- Velocidade de cruzeiro (km/h): 130 km/h (80,8 mph)
- Alcance: 446 km (277 mi)
- Razão de subida: 3.05 m/s
- Tecto de serviço: 7 437 m (24 400 ft)